# Репиште (Београд)
Репиште је насеље у општини Чукарица у Граду Београду и чини источни део насеља Жарково, а омеђено је Бановим брдом и Сунчаном падином на северу, Кошутњаком на истоку, Цераком на југу и самим Жарковом на западу.

## Опште карактеристике
Репиште је готово у целини стамбено насеље, име је добило по пољима репе. По локалном миту из Жаркова, делови његових села добили су име по џиновском змају који је нападао сељане у околини извора воде изнад села. Наводи се да је змај живео у пећини поред извора и да је отимао најлепше девојке које би дошле по воду. На крају је змаја убио храбри младић по имену Жарко, где је животињи пала глава то место зове се Змајевац, а где јој је пао реп, то место добило је назив Репиште. Наводи се да је поток Репиште почео да тече у истоименом насељу након што је тело змаја пало на земљу.
Пре него што је урбанизовано, подручје Репишта било је познато по узгоју винове лозе. Шума Кошутњак која се шири на потезу као насељу, класификована је као засебна шума Репиште и обухвата површину од 6 хектара.